# عربلو (همدان)
عربلو (همدان)، روستایی از توابع بخش مرکزی شهرستان همدان در استان همدان ایران است.

## جمعیت
این روستا در دهستان سنگستان قرار دارد و براساس سرشماری مرکز آمار ایران در سال ۱۳۹۵، جمعیت آن ۳۶۱ نفر (۱۱۰خانوار) بوده‌است.